# 黃耀信
黃耀信（Wong Yiu Shun，1958年3月15日—2019年7月23日），外號「師傅信」，香港前甲組足球員，先後踢過前鋒、中場、後衛等多個位置，堪稱是一位通天老倌。退役後擔任教練，曾先後三次執教香港甲組足球聯賽球隊愉園。
值得一提的是，其兄黃耀鐘，其弟黃耀民均曾是甲組足球員，實在是一門三傑。

## 球員生涯
黃耀信出身於市政，其後轉投加山。
1982年加盟班霸精工，並且入選香港隊，踏入足球生涯高峰。黃耀信亦是著名519之役港隊成員之一，但該場沒有被派上陣。精工退出後，輾轉效力過荃灣、星島、天天、東方、依波路、米芝路等多支香港甲組足球聯賽球隊。

## 教練工作
1992年，黃耀信在米芝路掛靴後，展開教練生涯，其後還執教過聲控通、好易通、二合、愉園等球隊，其中曾三度執教愉園。
1996年英格蘭國家隊為備戰該年的歐洲國家盃，歷史性訪港，黃耀信帶領好易通主場迎戰，客隊精銳盡出，最後僅險勝 1–0。
1998年-1999年度球季，於香港足球明星選舉獲選為最佳教練。

## 個人生活
黃耀信中學時就讀聖士提反書院，生前以校友身份擔任該校舊生會足球隊教練兼球員。

## 個人榮譽
- 總督盃最佳攻擊球員一次（1987-88季度）
- 香港足球明星選舉最佳教練一次（1998-99季度）

## 外部連結
- 愉園足球隊官方網頁資料 （页面存档备份，存于）
- 精工歷屆陣容名單